# Libysche Fußballnationalmannschaft
Die libysche Fußballnationalmannschaft ist die Fußballnationalmannschaft von Libyen und wird von der Libyan Football Federation geführt. Libyen war bisher noch nie für eine Fußball-Weltmeisterschaft qualifiziert. Größter Erfolg ist der Gewinn der Afrikanischen Nationenmeisterschaft 2014, bei der aber nur Spieler aus den heimischen Ligen eingesetzt werden dürfen und bei der in der K.-o.-Runde alle Spiele nur über das Elfmeterschießen gewonnen wurden.
Am Afrika-Cup nahm Libyen zweimal teil: 1982, als das Land Gastgeber des Turniers war, erreichte das unbekannte Team bei seiner ersten Teilnahme überraschend das Finale, welches es gegen Ghana erst im Elfmeterschießen verlor. 2006 war Libyen zum zweiten Mal qualifiziert, konnte sich in der schweren Vorrundengruppe mit den späteren Finalisten Ägypten und Elfenbeinküste aber nicht durchsetzen.
Der 21:0-Sieg gegen den Oman in Bagdad am 1. April 1966 war bis zum 2. September 1971 der höchste Sieg in einem Länderspiel und ist derzeit noch der höchste Sieg einer afrikanischen Mannschaft und der höchste Sieg gegen ein Mitglied eines anderen Kontinentalverbandes.
Ursprünglich sollte Libyen im Jahr 2013 Gastgeber der Fußball-Afrikameisterschaft sein, aufgrund des Bürgerkrieges und der instabilen Sicherheitslage des Landes wurde Südafrika als neuer Gastgeber bestimmt.

## Turniere

### Weltmeisterschaft
- 1930 – keine Teilnahme
- 1934 – Weltmeister (als Teil von Italien)
- 1938 – Weltmeister (als Teil von Italien)
- 1950 – Vorrunde (als Teil von Italien)
- 1954 bis 1962 – keine Teilnahme
- 1966 – zurückgezogen
- 1970 – nicht qualifiziert
- 1974 – keine Teilnahme
- 1978 – nicht qualifiziert
- 1982 – während der Qualifikation zurückgezogen
- 1986 – nicht qualifiziert
- 1990 – während der Qualifikation zurückgezogen
- 1994 – wegen UN-Sanktionen disqualifiziert
- 1998 – keine Teilnahme
- 2002 – nicht qualifiziert
- 2006 – nicht qualifiziert
- 2010 – nicht qualifiziert
- 2014 – nicht qualifiziert
- 2018 – nicht qualifiziert
- 2022 – nicht qualifiziert

In der Qualifikation sind in der Gruppenphase Tunesien, Guinea sowie die Demokratische Republik Kongo die Gegner. Bereits vor den beiden letzten Spielen hat Libyen, das alle Heimspiele in benachbarten Ländern austragen muss, keine Chance mehr sich für die Endrunde zu qualifizieren.

### Afrikameisterschaft
- 1957 bis 1965 – keine Teilnahme
- 1968 – nicht qualifiziert
- 1970 – keine Teilnahme
- 1972 – nicht qualifiziert
- 1974 – keine Teilnahme
- 1976 – nicht qualifiziert
- 1978 – nicht qualifiziert
- 1980 – nicht qualifiziert
- 1982 – Zweiter Platz
- 1984 – nicht qualifiziert
- 1986 – nicht qualifiziert
- 1988 – keine Teilnahme
- 1990 – keine Teilnahme
- 1992 – keine Teilnahme
- 1994 – keine Teilnahme
- 1996 – keine Teilnahme
- 1998 – keine Teilnahme
- 2000 – nicht qualifiziert
- 2002 – nicht qualifiziert
- 2004 – nicht qualifiziert
- 2006 – Vorrunde
- 2008 – nicht qualifiziert
- 2010 – nicht qualifiziert
- 2012 – Vorrunde
- 2013 – ursprünglich als Gastgeber vorgesehen, wegen des Bürgerkriegs in Libyen nach Südafrika verlegt
- 2015 – nicht qualifiziert
- 2017 – nicht qualifiziert
- 2019 – nicht qualifiziert
- 2022 – nicht qualifiziert
- 2024 – nicht qualifiziert
- 2025 – nicht qualifiziert

### Afrikanische Nationenmeisterschaft
- 2009: Vorrunde
- 2011: nicht qualifiziert
- 2014: Nationenmeister
- 2016: nicht qualifiziert
- 2018: Vierter
- 2021: Vorrunde
- 2023: qualifiziert

## Trainer
- Keith Spurgeon (1967–1968)
- Ion Moldovan (1998)
- Carlos Bilardo (1999–2000)
- Marcos Paquetá (2010–2012)
- Javier Clemente (2013–2016)
- Jalal Damja (2016–2017)
- Omar Al-Maryami (2017)
- Adel Amrouche (2018)
- Omar Al-Maryami (2018)
- Fawzi Al-Issawi (2018–2019)
- Jalal Damja (2019)
- Faouzi Benzarti (2019–2020)
- Ali El Margini (2020)
- Zoran Filipović (2020–2021)
- Javier Clemente (2021)
- Ramon Catala (2022)
- Corentin Martins (2022–2023)
- Hamdi Bataw (2023)
- Salim Al-Jalali (2023) interim
- Milutin Sredojević (seit 2023)

## Spieler
- as-Saadi al-Gaddafi, war auch Spieler bei AC Perugia und Udinese Calcio
- Luis de Agustini, eingebürgerter Uruguayer; bestritt 2 Länderspiele (0 Tore)